# Vue de Dolo
Vue de Dolo est un tableau réalisé par le peintre italien Canaletto après 1755. De format horizontal, cette huile sur toile est un paysage urbain qui représente Dolo, en Vénétie. Dominée par le campanile de l'église de San Rocco, qui se dresse près de son bord droit, la composition comprend une section du Naviglio del Brenta, où naviguent plusieurs gondoles, le reste du tableau incluant un grand nombre de saynètes montrant les diverses occupations des habitants. Acquise par Georges Bemberg en 1986, l'œuvre est conservée à la Fondation Bemberg, à Toulouse, dans la Haute-Garonne, en France. Elle a pour pendant la Vue de Mestre qui se trouve également dans ce musée d'art.

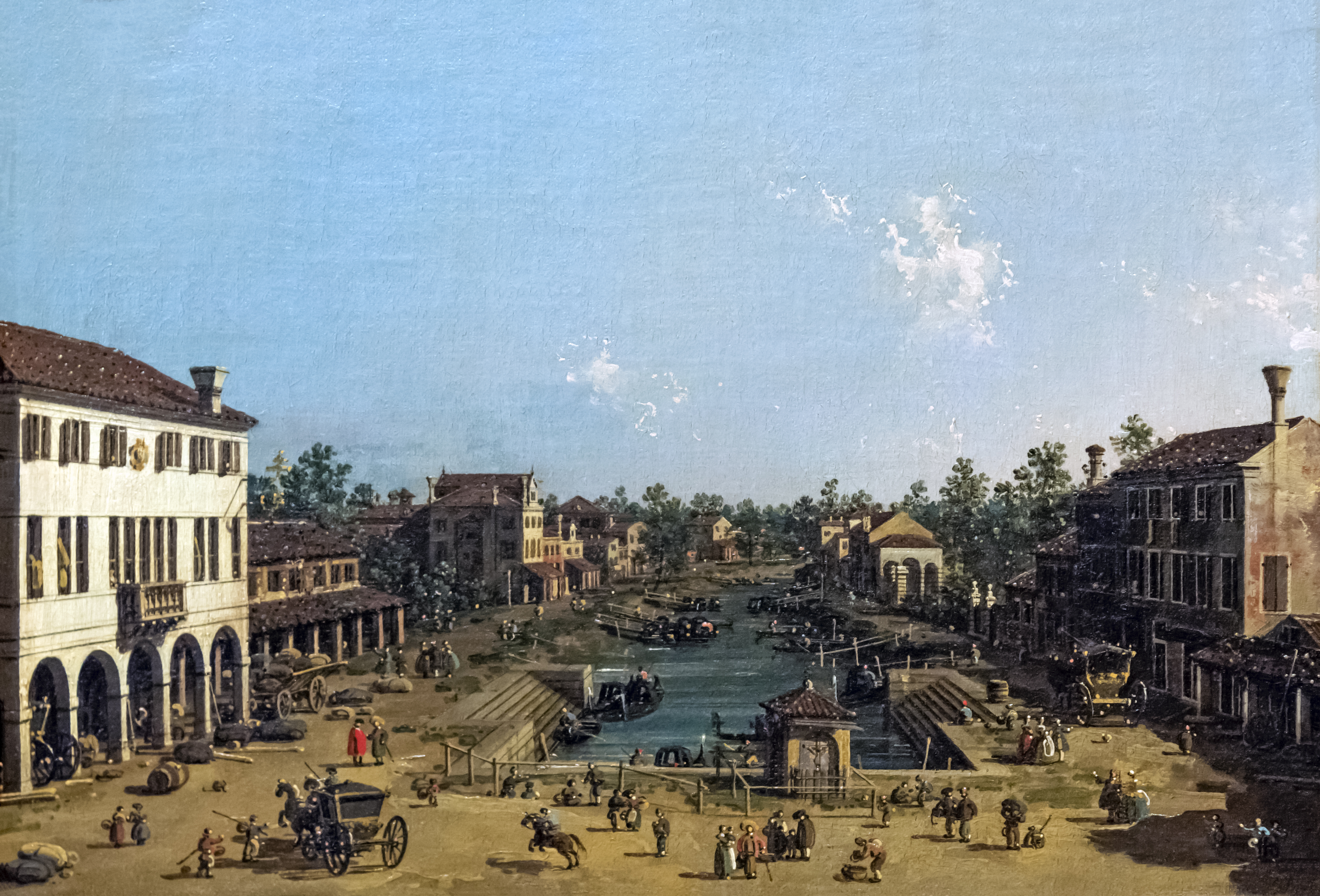
Vue de Mestre, après 1755 – Fondation Bemberg, Toulouse.